# Quick Basic
Quick BASIC (ofta förkortat QB) är ett programspråk i BASIC-språket utvecklat av Microsoft, släppt första gången 18 augusti 1985. QuickBasic är inte exakt samma sak som QBasic. Den mest använda versionen av Quick Basic är version 4.5.
QuickBasic är en Basic-IDE, -kompilator och -interpretator. 
Till skillnad från QBasic kan körbara filer skapas i QuickBasic. QuickBasic har också en interpretator som kör programmen i editorn. 
QuickBasic körs i MS-DOS. I nyare operativsystem innebär det att programmet tar mycket processorkraft och beroende på vilken dator som används kan detta göra att program körs mycket långsamt.
Trots att QuickBasic är årtionden gammalt är det fortfarande ett lättanvänt och välkänt program.
QBasic är en förkortad version av QuickBasic och kan inte kompilera körbara filer (.EXE).